# Gyrus supracalleux
 (octobre 2016).
Si vous disposez d'ouvrages ou d'articles de référence ou si vous connaissez des sites web de qualité traitant du thème abordé ici, merci de compléter l'article en donnant les références utiles à sa vérifiabilité et en les liant à la section « Notes et références ».

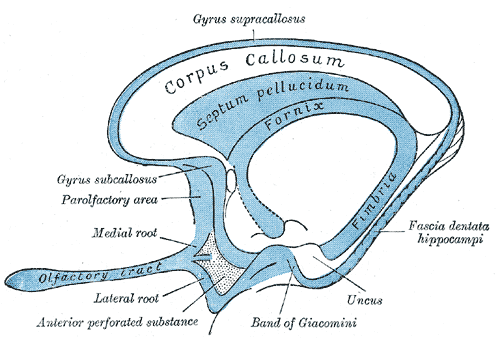
Schéma du rhinencéphale

Le gyrus supracalleux, ou indusium griseum (IG), désigne une fine couche de matière grise qui longe dorsalement le corps calleux décrite sur le plan anatomiques au XVIIIe siècle par le médecin et anatomiste italien Lancisi.
On l'appelle aussi strie de Lancisi et taenia tecta.
Broca avait été frappé par le fait que le cortex du bord n'a pas de sillon (il est lisse) et que les scissures ne sont pas transverses comme ailleurs chez l'homme mais parasagittales comme dans des espèces inférieures. Le cortex était ainsi décrit comme "bestial" (il y avait une forte charge idéologique dans son article fondateur mettant l'accent sur sa composante olfactive).
Cette structure fait partie du système limbique. Le cortex cingulaire est proche du bord, cependant il s'agit d'une structure différente de celle du indusium griseum.
Il partagerait les origines embryonnaires de l’hippocampe et du fornix.
Sa fonction reste quasiment inconnue.